# Museo de Arte del Parlamento de Itapevi
El Museo de Arte del Parlamento de Itapevi Emanuel von Lauenstein Massarani (Museu de Arte do Parlamento de Itapevi ‘Emanuel von Lauenstein Massarani), es un museo brasileño de arte contemporáneo situado en el Parlamento de Itapevi. Está ubicado en el noreste de la ciudad. 

## Historia
Fue fundado en agosto de 2019 en el ámbito del Parlamento de Itapevi para la difusión del patrimonio cultural del municipio, gestionado por la "Escuela del Parlamento de Itapevi, Doutor Osmar de Souza", el museo lleva el nombre de Emanuel von Lauenstein Massarani: periodista, crítico de arte, diplomático, escritor, historiador, museólogo brasileiro.

## Colecciones
El museo está conformado por la colección artística del Municipio de Itapevi, e incluye la colección de Esculturas ao Ar Livre situada en los jardines del parlamento.  Se incluyen en las colecciones pinturas, esculturas, grabados y fotografías. Las exposiciones se realizan dentro de las instalaciones municipalidad de Itapevi. El museo conserva, entre otras, las obras de Iwao Nakajima, Joseph Pace y Giuseppe Ranzini. 